# Paul Ortlepp

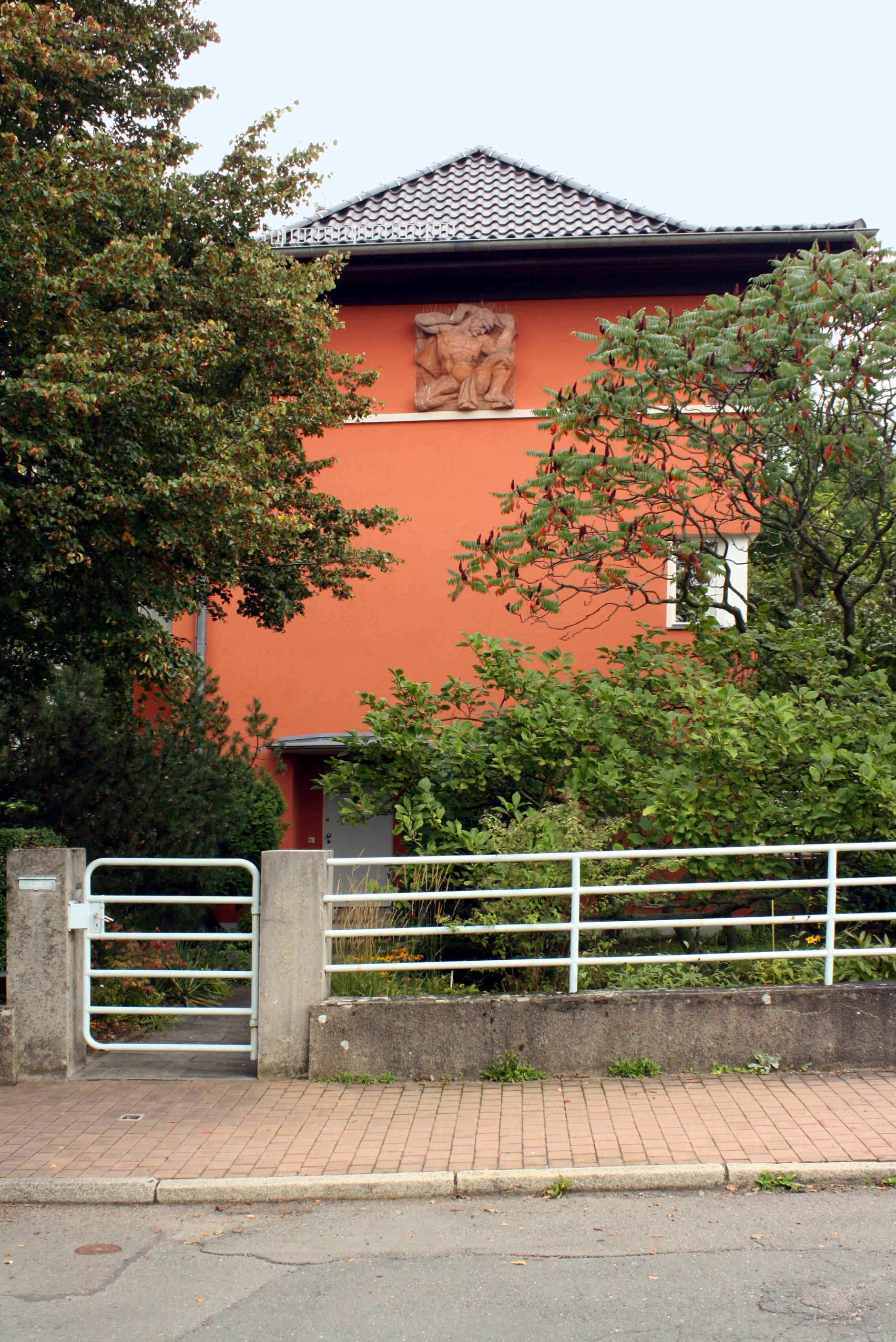
Wohnhaus von Paul Ortlepp im Ratstannenweg 21 in Weimar

Paul Ortlepp (* 11. September 1878 in Erfurt; † 24. Juli 1945 in Weimar) war ein Literaturwissenschaftler und Direktor der Herzogin-Anna-Amalia-Bibliothek in Weimar.

## Leben
In Straßburg promovierte Ortlepp über Joshua Reynolds. Die Dissertation erschien 1907. Unter Paul von Bojanowski kam Ortlepp 1905 an die Herzogin-Anna-Amalia-Bibliothek, wo er bis 1908 Bibliothekssekretär war. 1937 wurde er aufgrund von Denunziationen der Nachbarn in den vorzeitigen Ruhestand versetzt. Rassische Gründe wirkten dabei erschwerend. Seine Frau Lucy (geb. Bock) wurde 1943 nach Auschwitz deportiert und dort ermordet. Ein Stolperstein erinnert daran. Sie bewohnten das Haus Ratstannenweg 21, das auf der Liste der Kulturdenkmale in Weimar (Einzeldenkmale) als Haus Trettner aufgeführt ist.
Ortlepp wurde 1945 rehabilitiert und Stellvertreter von Werner Deetjen. Er leitete für kurze Zeit die Bibliothek im Jahr 1945, er verstarb im selben Jahr. Der Tod verhinderte längere Wirksamkeit. Sein Vorgänger war Robert Hohlbaum, sein Nachfolger Maximilian von Philipsborn.
Ortlepp erstellte ein Inventar der Bibliothek des Dichters Friedrich Schiller. Zudem gab er Johannes Schlafs Werke heraus. Zumindest schrieb er das Nachwort zu dem Gedichtband.

## Werke
- Sir Joshua Reynolds. Ein Beitrag zur Geschichte der Ästhetik des 18. Jahrhunderts in England. Heitz, Strassburg 1907. (zugl. Dissertation)
- Johannes Schlaf: Dichtungen. [Den am 24. u. 25. Sept. 1927 zu Hamburg vers. Mitgl. d. Gesellschaft d. Bibliophilen zugeeignet von Lothar Hempe. Nachwort.: Paul Ortlepp], C.G. Röder, Leipzig 1927.